# 劳尔·鲁伊斯

拉烏·盧伊茲（西班牙語：Raúl Ruiz，1941年7月25日—2011年8月19日）是一位智利電影導演。他執導超過100部電影，作品以超現實的實驗風格聞名。

## 生平
1968年，拉烏·盧伊茲執導的第一部劇情長片《三隻悲慘的老虎》於盧卡諾影展獲得最高榮譽金豹獎。1973年，在奧古斯圖·皮諾契特發起軍事政變後沒多久，拉烏·盧伊茲與他的妻子逃離智利，於法國巴黎定居。在1970和1980年代，盧伊茲完成了許多帶有超現實主義風格的低成本前衛電影，使他在歐洲影評人與電影愛好者間迅速成名；1990年代開始，他開始嘗試拍攝較高成本的電影，並與知名演員合作，例如1997年與凱撒琳·丹尼芙合作的《犯罪家譜》就於第47屆柏林影展獲得傑出藝術貢獻銀熊獎；2000年與伊莎貝·雨蓓合作的《純真曲》也進入威尼斯影展正式競賽單元。另外他作品也多次進入坎城影展正式競賽單元，包括《三生一死》（1996）、《追憶似水年華》（1999）與《這一天》（2003）。
在盧伊茲晚年，他返回智利拍攝了幾部低成本電影，但引起國際影評讚賞與商業成功的仍是葡萄牙-法國合拍片《里斯本的秘密》（2010）。2011年，盧伊茲因為肺部感染的併發症病逝於巴黎，法國與智利總統皆公開表示哀悼；而他已完成的最後一部電影《夜色降臨之前》則於隔年第65屆坎城影展導演雙週單元中首映。

## 重要電影作品
- 1968年：《三隻悲慘的老虎》(Tres tristes tigres)
- 1996年：《三生一死》(Trois vies et une seule mort)
- 1997年：《犯罪家譜》(Généalogies d'un crime)
- 1999年：《追憶似水年華》(Le Temps retrouvé)
- 2000年：《純真曲》(Comédie de l'innocence)
- 2003年：《這一天（法语：Ce jour-là (film, 2003)）》(Ce jour-là)
- 2004年：《鄉村歲月》(Días de campo)
- 2006年：《情慾克林姆（法语：Klimt (film)）》(Klimt)
- 2008年：《詭房客（法语：La Maison Nucingen (film)）》(La maison Nucingen)
- 2010年：
  - 《盲情殺機（英语：A Closed Book (film)）》(A Closed Book)
  - 《里斯本的秘密》(Mistérios de Lisboa)
- 2012年：《夜色降臨之前（英语：Night Across the Street）》(La noche de enfrente)

## 外部連結
- 劳尔·鲁伊斯在互联网电影资料库（IMDb）上的資料（英文）
- Raúl Ruiz, l'enfant terrible de la vanguardia parisina（页面存档备份，存于）
- Complete annotated Ruiz filmography at Rouge online film magazine